# Districte de Lavaux

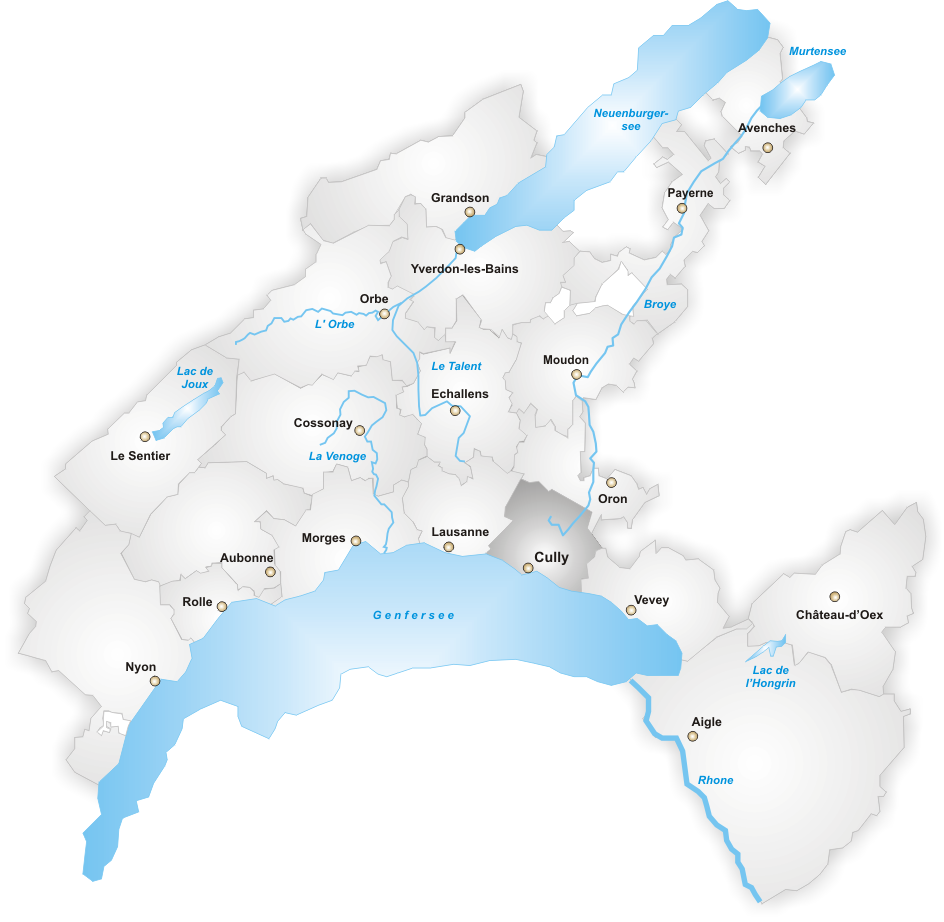
L'antic districte de Lavaux

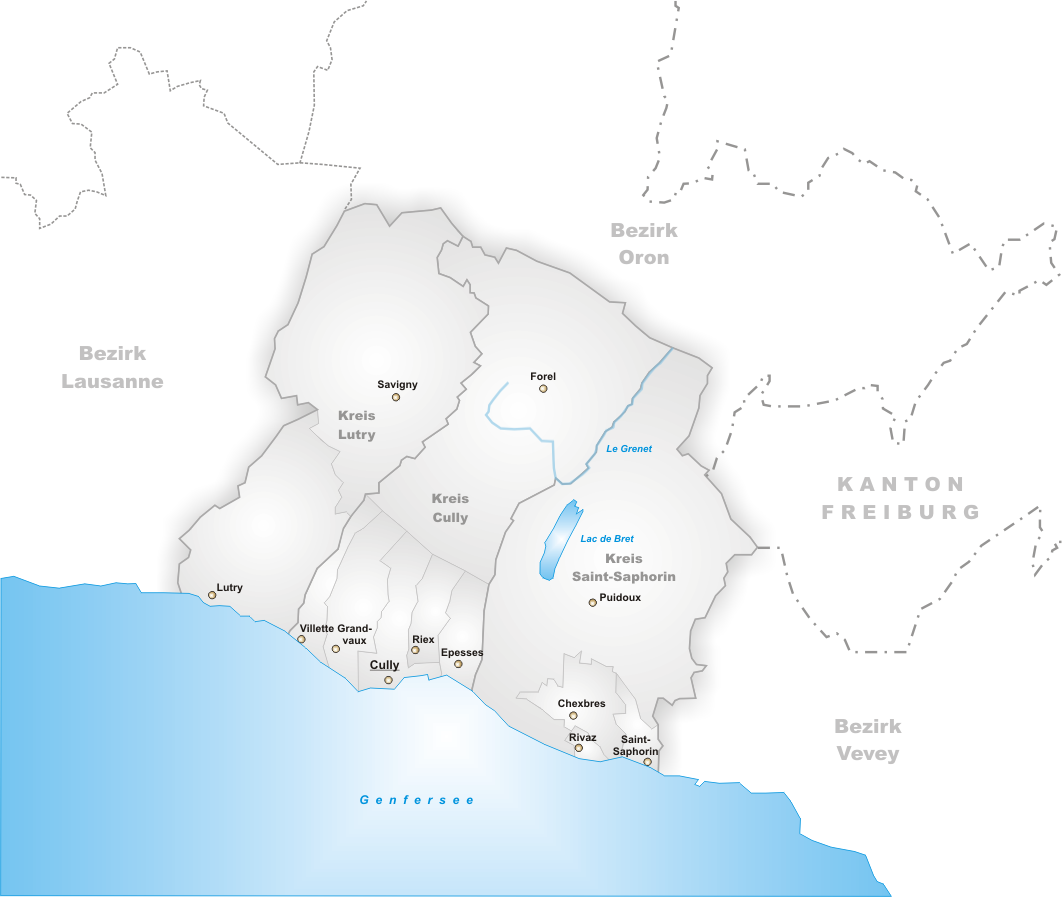
Municipis de l'antic districte de Lavaux

El districte de Lavaux és un dels antics 19 districtes del cantó suís de Vaud que va desaparèixer en la reforma del 2008. Els seus municipis van anar a parar tots al districte de Lavaux-Oron.

## Municipis
- Cercle de Cully
  - Forel (Lavaux)
  - Grandvaux

- Cercle de Lutry
  - Lutry
  - Savigny

- Cercle de Saint-Saphorin
  - Chexbres
  - Puidoux
  - Rivaz
  - Saint-Saphorin (Lavaux)